# Kłębek statystyczny
Kłębek statystyczny w fizyce polimerów to rzeczywista struktura jaką tworzą pojedyncze cząsteczki polimerów w roztworze rzeczywistym lub w stanie gazowym.
Na skutek oddziaływań z rozpuszczalnikiem oraz ogólnej tendencji wszystkich układów termodynamicznych do osiągania maksymalnej entropii długie cząsteczki polimerów, podobne do giętkich nitek ugotowanego spaghetti, samorzutnie "zwijają się" w roztworze w rodzaj kłębka. Kłębek ten ma zwykle kształt zbliżony do sfery, wewnątrz której znajduje się zwinięty w kulkę łańcuch polimeru oraz zaokludowane w nim cząsteczki rozpuszczalnika. 
Rozmiary kłębka statystycznego zależą od następujących czynników:
- masy cząsteczkowej tworzącego go polimeru - czym polimer dłuższy, tym tworzy większy kłębek
- struktury chemicznej polimeru - a dokładnie sztywności jego segmentów - czym polimer sztywniejszy tym większe rozmiary kłębka
- natury chemicznej rozpuszczalnika, która warunkuje rodzaj i energię oddziaływań międzycząsteczkowych między polimerem a cząsteczkami rozpuszczalnika
- parametrów termodynamicznych roztworu - stężenia, temperatury i ciśnienia

Kłębek statystyczny jest obiektem dynamicznym. Zarówno łańcuch polimeru jak i wnikające do kłębka cząsteczki rozpuszczalnika znajdują się w stałym ruchu. Powoduje to, że kłębek stale zmienia swoje rozmiary i nie wiadomo do końca, gdzie znajdują się jego granice. Stąd nie istnieje możliwość zmierzenia dokładnych rozmiarów każdego kłębka oddzielnie. Jednakże, w roztworze znajdującym się w stanie równowagi termodynamicznej, pewne statystyczne parametry rozmiaru kłębków są stałe i niezmienne.
Do parametrów tych zaliczane są:
- średnia geometryczna odległości końców łańcucha (h2)
- kwadrat jego promienia bezwładności, zwany też promieniem żyracji (s2)

Parametry te wyznacza się rozmaitymi sposobami. Najczęściej stosowana jest laserowa spektroskopia rozproszeniowa, która umożliwia niemal bezpośrednie zmierzenie tych parametrów, na podstawie prawa Zimma.
Udowodniono eksperymentalnie, że w warunkach roztworu nasyconego kłębki statystyczne polimerów posiadają takie same parametry rozmiarów jakie by miały w próżni doskonałej. Teoria statystyczna polimerów zaproponowana przez Paula J. Flory'ego powiązała te parametry ze średnią masą cząsteczkową polimerów dokładnymi zależnościami matematycznymi. Dzięki temu pomiar parametrów kłębka statystycznego umożliwia dokładne określenie masy cząsteczkowej polimerów.

## Literatura
- Andrzej Ziabicki, Makrocząsteczka w roztworze i w stanie stałym, Chemia polimerów, Ed. Z.Florjańczyk i Stanisław Penczek, t.1. str 49-59, Oficyna Wydawnicza Politechniki Warszawskiej, W-wa, 1995, ISBN 83-86569-35-2